# بيت الشيخ سعيد بن حمد القاسمي
بيت الشيخ سعيد بن حمد القاسمي هو مقر الحكم في إمارة كلباء قديماً، بناه سعيد بن حمد القاسمي حاكم كلباء وتوابعها من (1903-1937م).

## التاريخ
يقع بيت الشيخ سعيد بن حمد القاسمي الذي تمّ بناؤه في الفترة ما بين 1898م إلى 1901م، مقابل الحصن التاريخي في مدينة كلباء، مطلاً على البحر الذي احتضن عبر السنين مظاهر وأنماط الحياة التجارية والاقتصادية لأهل المدينة الضاربة في القدرم والراسخة في الحضارة والتمدّن. اتخذ الشيخ سعيد القاسمي من هذا البيت منذ ما يزيد على مئة عام مقراً للسكن ورعاية أمور الحكم. تصل المساحة الإجمالية للمنزل من الداخل إلى 3367 متراً مربعاً، في حين يصل محيطه إلى 6049 متراً مربعاً.

## تاريخ المتحف
بتوجيهات الشيخ الدكتور سلطان بن محمد القاسمي عضو المجلس الأعلى حاكم إمارة الشارقة تمت عمليات ترميم شاملة للبيت باعتباره أحد أهم المزارات السياحية المهمة التي لها تأثير في المنطقة. بدأت عمليات الترميم على مرحلتين خلال العام، 1993 وتم افتتاح المنزل بشكل رسمي مجهزاً بأحدث الوسائل التقنية لاستقبال الزوار في الخامس من شهر ديسمبر/ كانون الأول من العام 1999. وأمر سموه بتحويله إلى متحف لينضم إلى مجموعة المتاحف الرائعة التي تزخر بها عاصمة الثقافة العربية.
يتكون المنزل من 17 حجرة و3 مجالس وفناء كبير وغرفة خاصة باستقبال الزوار الرسميين، وفيها عقد الشيخ سعيد القاسمي العديد من المعاهدات والاتفاقيات المهمة مع البريطانيين خلال فترة احتلالهم للمنطقة، وبحسب الروايات التي أوردها بعض الرواة فإن المنزل كان يضم مكتبة وإسطبلاً للخيول وحظيرة للجمال والماشية ومدخلين احدهما رئيسي والآخر فرعي.
يتألف البناء الهندسي للمنزل من طابق واحد يضم غرفة واحدة في الدور العلوي خصصها الشيخ لمبيت الضيوف، وفي الفناء الداخلي يوجد جناحان كل منهما يحتوي على عدد من الغرف، إضافة إلى مجلس ومطبخ وحجرة للأطفال وغرفة نوم للشيخ سعيد ملحق بها مخزن صغير للأشياء والأغراض الخاصة به، وبجوار هذه الغرفة توجد غرفة أخرى لأسلحته الشخصية.
وقد تم تخصيص عدد من هذه الحجرات لعرض المقتنيات الإسلامية، وسميت بغرف التراث الإسلامي، حيث تضم إحداها مخطوطة للقرآن الكريم كتبت بالخط الكشميري والمداد الأسود عام 256 هجرية، بينما كتبت عناوين السور بالمداد الأحمر وفواصل السور بماء الذهب، كما تضم الغرفة «مخطوطة الجواهر الذكية في حل ألفاظ العشماوية» ل «أحمد بن تركي بن أحمد المالكي» وتم خطها بيد المملوك جوهر بن المملوك ياقوت تابع خميس آل ابوعينين عام 1261 هجرية، كما تضم الحجرة رسالتين للنبي محمد  يدعو فيهما المقوقس عظيم الأقباط في مصر والمنذر بن ساوى إلى الدخول في الإسلام أو دفع الجزية، وكذلك تضم الغرفة نسخة من القرآن الكريم كتبت منذ 700 عام تقريباً.
وفي حجرة أخرى توجد مسكوكات ذهبية ونحاسية وفضية من العصرين الأموي والعباسي، علاوة على عملات يمنية وساسانية وبيزنطية تعامل بها العرب في مجال التجارة الخارجية.
ويضم المتحف نقوداً من العصر العباسي كالدينار الذي جاء محافظاً على قياسه ووزنه وشكله وظهرت عليه أسماء المدن والولاة وأولياء العهود والوزراء والمشرفين على السك.
ويعرض في المنزل الدينار الأموي وتوجد على أحد وجهيه عبارة «لا اله إلا الله وحده لا شريك له»، وكتب على الوجه الآخر «الله أحد الله الصمد لم يلد ولم يولد». وفي غرفة الآثار توجد معروضات أثرية نادرة عبارة عن أوعية من حجر الستياتيت ويرجع تاريخها إلى الألف الثانية قبل الميلاد.

## انظر ايضاً
- كلباء